# Луций Валерий Тапон
Луций Валерий Тапон (на латински: Lucius Valerius Tappo) е политик на Римската република през началото на 2 век пр.н.е. Произлиза от плебейската фамилия Валерии, клон Тапон.
През 195 пр.н.е. той е народен трибун. С колегата си Марк Фунданий защитава закона lex Oppia. Консули тази година са Марк Порций Катон Стари и Луций Валерий Флак.
Вероятно той е този Луций Валерий Тапон, който през 192 пр.н.е. е претор на Сицилия и като триумвир през 190 пр.н.е. помага при основаването на римските колонии Плацентия, Кремона и Бонония (дн. Болоня) в тричленната комисия с Марк Атилий Серан (претор 174 пр.н.е.) и Луций Валерий Флак.
Вероятно е брат на Гай Валерий Тапон (народен трибун 188 пр.н.е.).